# Bryocaulon
Bryocaulon — рід грибів родини Parmeliaceae. Назва вперше опублікована 1986 року.

## Класифікація
До роду Bryocaulon відносять 5 видів:
- Bryocaulon divergens
- Bryocaulon hyperborea
- Bryocaulon hyperboreum
- Bryocaulon pseudosatoanum
- Bryocaulon satoanum